# Aldenhoven
Aldenhoven (phát âm tiếng Đức: [ˈaldənhoːfən]) là một đô thị ở huyện Düren trong bang Nordrhein-Westfalen, Đức. Đô thị này tọa lạc khoảng 5 km về phía tây nam của Jülich, 5 km về phía bắc Eschweiler và 20 km đông bắc của Aachen.